# Bivinia
Bivinia là một chi thực vật có hoa thuộc họ Salicaceae, sometimes included in Calantica.